# Aserbaidschanischer Fußballpokal 2015/16
Der Aserbaidschanischer Fußballpokal 2015/16 war die 24. Austragung des Pokalwettbewerbs im Fußball in Aserbaidschan. Im Finale kam es zur Neuauflage des letztjährigen Endspiels. FK Qarabağ Ağdam konnte seinen Titel erfolgreich verteidigen und bezwang Neftçi Baku PFK mit 1:0 nach Verlängerung. Qarabağ war als Meister bereits für die UEFA Champions League 2016/17 qualifiziert, sodass der Platz für die UEFA Europa League 2016/17 an die ligabeste Mannschaft ging, die nicht bereits für einen der europäischen Wettbewerbe qualifiziert war. 

## Modus
In der Qualifikationsrunde, im Achtelfinale und Finale wurden die Begegnungen in einem Spiel entschieden. Bei unentschiedenem Ausgang wurde das Spiel verlängert und gegebenenfalls durch Elfmeterschießen entschieden.
Im Viertel- und Halbfinale wurden die Sieger in Hin- und Rückspiel ermittelt. Bei Torgleichstand in beiden Spielen zählte zunächst die größere Zahl der auswärts erzielten Tore; gab es auch hierbei einen Gleichstand, wurde das Rückspiel verlängert und ggf. ein Elfmeterschießen zur Entscheidung ausgetragen. 

## Teilnehmer
| Premyer Liqası (10) | Birinci Divizionu (9) |
| --- | --- |
| - AZAL PFK Baku - PFK Kəpəz - İnter Baku - Neftçi Baku PFK - FK Qarabağ Ağdam - FK Qəbələ - Rəvan Baku FK - Sumqayıt PFK - FK Xəzər Lənkəran - Zirə FK | - FK Baku - FK Mil-Muğan - MOİK Baku PFK - FK Neftçala - Qaradağ Lökbatan FK - FK Şahdağ-Samur - FK Şəmkir - Şərurspor PFK - PFK Turan Tovuz |

## Qualifikationsrunde
In dieser Runde nahmen sechs Zweitligisten teil.
| Datum      |                      | Ergebnis              |                          |
| ---------- | -------------------- | --------------------- | ------------------------ |
| 14.10.2015 | MOİK Baku PFK (II)   | 1:2                   | PFK Turan Tovuz (II)     |
| 14.10.2015 | FK Şahdağ-Samur (II) | 1:3                   | FK Şəmkir (II)           |
| 14.10.2015 | Şərurspor PFK (II)   | 3:3 n. V. (4:5 i. E.) | Qaradağ Lökbatan FK (II) |

## Achtelfinale
Teilnehmer: Die drei Sieger der Qualifikationsrunde, alle zehn Erstligisten und drei weitere Zweitligisten.
| Datum      |                       | Ergebnis |                          |
| ---------- | --------------------- | -------- | ------------------------ |
| 02.12.2015 | PFK Turan Tovuz (II)  | 1:3      | İnter Baku (I)           |
| 02.12.2015 | FK Neftçala (II)      | 0:1      | Sumqayıt PFK (I)         |
| 02.12.2015 | FK Xəzər Lənkəran (I) | 1:0      | PFK Kəpəz (I)            |
| 02.12.2015 | Neftçi Baku PFK (I)   | 8:0      | Qaradağ Lökbatan FK (II) |
| 02.12.2015 | AZAL PFK Baku (I)     | 1:2      | Zirə FK (I)              |
| 02.12.2015 | FK Qəbələ (I)         | 7:0      | FK Mil-Muğan (II)        |
| 03.12.2015 | FK Qarabağ Ağdam (I)  | 2:0      | FK Şəmkir (II)           |
| 03.12.2015 | Rəvan Baku FK (I)     | 1:0      | FK Baku (II)             |

## Viertelfinale
| Datum             |                       | Gesamt |                     | Hinspiel | Rückspiel |
| ----------------- | --------------------- | ------ | ------------------- | -------- | --------- |
| 02.03./09.03.2016 | Rəvan Baku FK (I)     | 2:4    | İnter Baku (I)      | 2:1      | 0:3       |
| 02.03./09.03.2016 | FK Qarabağ Ağdam (I)  | 6:1    | Sumqayıt PFK (I)    | 2:0      | 4:1       |
| 02.03./09.03.2016 | FK Xəzər Lənkəran (I) | 3:4    | Neftçi Baku PFK (I) | 3:2      | 0:2       |
| 02.03./09.03.2016 | Zirə FK (I)           | 2:7    | FK Qəbələ (I)       | 1:2      | 1:5       |

## Halbfinale
| Datum             |                     | Gesamt          |                      | Hinspiel | Rückspiel |
| ----------------- | ------------------- | --------------- | -------------------- | -------- | --------- |
| 27.04./04.05.2016 | İnter Baku (I)      | 0:5             | FK Qarabağ Ağdam (I) | 0:4      | 0:1       |
| 27.04./04.05.2016 | Neftçi Baku PFK (I) | 2:2 (4:3 i. E.) | FK Qəbələ (I)        | 1:1      | 1:1 n. V. |

## Finale
| Paarung          | FK Qarabağ Ağdam – Neftçi Baku PFK |
| Ergebnis         | 1:0 n. V. |
| Datum            | 25. Mai 2016 |
| Stadion          | Tofiq-Bəhramov-Stadion, Baku |
| Zuschauer        | 23.000 |
| Schiedsrichter   | Fariz Yusifov |
| Tore             | 1:0 Míchel (119.) |
| FK Qarabağ Ağdam | Ibrahim Šehić – Maksim Medvedev, Rəşad Sadıqov, Ansi Agolli, Badavi Hüseynov – Qara Qarayev (112. Əfran İsmayılov), Míchel, Dani Quintana, Richard Almeida (92. Coşqun Didiyev) – Reynaldo, Mahir Madatov (77. Muarem Muarem) Cheftrainer: Qurban Qurbanov           |
| Neftçi Baku PFK  | Aqil Məmmədov – Elvin Bədəlov, Jairo Rodrigues, Rahil Məmmədov, Məqsəd İsayev (115. Melli), Kamal Qurbanov, Érik Ramos, Rəhman Hacıyev, Elşən Abdullayev (111. Fəhmin Muradbəyli) – Araz Abdullayev (84. Nicolás Canales), Ruslan Qurbanov Cheftrainer: Vəli Qasımov |
| Gelbe Karten     | Dani Quintana, Míchel – Ruslan Qurbanov, Aqil Məmmədov, Érik Ramos |
| Platzverweise    | Reynaldo (120.+1') – Érik Ramos (120.) |